# La Fortaleza
La Fortaleza (Pháo đài) là official residence hiện nay của Thống đốc Puerto Rico. Công trình này được xây dựng giữa 1533 và 1540 để bảo vệ bến cảng San Juan. Công trình này cũng được gọi là Palacio de Santa Catalina (Lâu đài Santa Catalina). Đây là lâu đài hành pháp cổ nhất ở Tân Thế giới. Năm 1983, UNESCO đã công nhận đây là di sản thế giới.
Trong quá trình xây dựng lại năm 1640, nhà thờ nhỏ Santa Catalina, đầu tiên ở ngoài tường thành, bị phá bỏ và sáp nhập vào bức tường thành của công trình. Đây là lý do công trình này còn được gọi là Santa Catalina's Palace.